# Alexander Laukart
Alexander Laukart (* 25. Oktober 1998 in Hamburg) ist ein deutscher Fußballspieler. Er steht seit dem Sommer 2024 beim SC Weiche Flensburg 08 in der Regionalliga Nord unter Vertrag.

## Karriere

### Verein
Der offensive Mittelfeldspieler begann seine Fußballlaufbahn in der Jugend vom SV West-Eimsbüttel und des Hamburger SV, bevor es ihn zum FC St. Pauli verschlug, wo er bis zum 31. Dezember 2011 spielte. Von dort aus führte sein Weg zum VfL Wolfsburg, bevor er zurück nach St. Pauli ging. Im August 2014 wechselte er in die B-Jugend von Borussia Dortmund. Nachdem er in den Spielzeiten 2015/16 und 2016/17 mit der U19 jeweils Deutscher A-Junioren-Meister geworden war, wechselte er im Sommer 2017 zum niederländischen Erstligisten FC Twente Enschede. In den ersten Monaten bei Twente kam er nur zu wenigen Einsätzen als Einwechselspieler, so auch zur Halbzeit im Achtelfinale des nationalen Pokalwettbewerbs gegen Ajax Amsterdam. Ajax war früh mit 1:0 in Führung gegangen, in der Nachspielzeit konnte Twente noch ausgleichen und erzwang somit eine Verlängerung, die torlos blieb. So kam es zum Elfmeterschießen, bei dem Laukart als sechster Schütze seinen Elfmeter verwandelte und so maßgeblich zum Erreichen des Viertelfinales beitrug. Das folgende Ligaspiel auswärts bei Excelsior Rotterdam, das 0:0 endete, war sein erstes Pflichtspiel über 90 Minuten für die erste Mannschaft des FC Twente. Insgesamt kam er in zwei Jahren auf elf Spiele in der Profimannschaft sowie 15 Partien für dessen U-21. Die Saison 2019/20 verbrachte er dann beim Zweitligisten FC Den Bosch und ein Jahr später folgte der Wechsel zu Türkgücü München in die deutsche 3. Liga. Nach nur acht Ligaeinsätzen wechselte er im Sommer 2021 weiter zum luxemburgischen Erstligisten Union Titus Petingen. Dort kam er in drei Spielzeiten auf insgesamt 40 Pflichtspieleinsätze mit fünf Treffern. Seit dem 1. Juli 2024 steht Laukart nun beim SC Weiche Flensburg 08 in der viertklassigen Regionalliga Nord unter Vertrag.

### Nationalmannschaft
Am 9. November 2012 bestritt Laukart seine einzige Partie für die Deutsche U-15-Nationalmannschaft. Beim 1:0-Testspielsieg über Südkorea in Ingelheim wurde er in der 56. Minute von Trainer Frank Engel für Niklas Dorsch eingewechselt.

## Erfolge
- Deutscher A-Junioren-Meister: 2016, 2017
- Niederländischer Zweitligameister: 2019